# Tour des Flandres 1976
Le Tour des Flandres 1976 est la 60e édition du Tour des Flandres. La course a lieu le 4 avril 1976, avec un départ à Gand et une arrivée à Merelbeke sur un parcours de 261 kilomètres. 

## La course
La mythique montée du Koppenberg est incluse sur le parcours pour la première fois en 1976, suscitant beaucoup de controverses pour sa pente et la qualité de ses pavés. Seuls les cinq premiers coureurs réussissent à faire toute la montée à vélo, le reste des participants doit porter leur vélo jusqu'au sommet. La légende du cyclisme, le Belge Eddy Merckx, est ainsi vu, marchant, impuissant à travers un enchevêtrement de coureurs et de spectateurs.
Freddy Maertens et Roger De Vlaeminck, deux ses stars belges, font partie d'un groupe de cinq hommes, où ils sont les favoris pour remporter le sprint. Mais les deux coureurs se marquent et se laissent conjointement distancer à quatre kilomètres de l'arrivée. Le Belge Walter Planckaert remporte son unique Ronde en battant au sprint l'Italien Francesco Moser et le Belge Marc Demeyer,. De Vlaeminck bat Maertens pour la quatrième place, reconnaissant son erreur, mais déclare qu'il « ne voulait pas que Maertens gagne ».

## Classement final
|    | Coureur            | Pays     | Équipe                  | Temps           |
| -- | ------------------ | -------- | ----------------------- | --------------- |
| 1  | Walter Planckaert  | Belgique | Maes Pils-Rokado        | 6 h 10 min 00 s |
| 2  | Francesco Moser    | Italie   | Sanson-Benotto          | m.t.            |
| 3  | Marc Demeyer       | Belgique | Flandria-Velda          | m.t.            |
| 4  | Roger De Vlaeminck | Belgique | Brooklyn                | + 16 s          |
| 5  | Freddy Maertens    | Belgique | Flandria-Velda          | m.t.            |
| 6  | Willy Teirlinck    | Belgique | Gitane-Campagnolo       | + 22 s          |
| 7  | Eric Leman         | Belgique | Zoppas-Splendor-Sinalco | m.t.            |
| 8  | Walter Godefroot   | Belgique | Ijsboerke-Colnago       | m.t.            |
| 9  | Frans Verbeeck     | Belgique | Ijsboerke-Colnago       | m.t.            |
| 10 | André Dierickx     | Belgique | Maes Pils-Rokado        | m.t.            |